# Марко Павловић
Марко Павловић (Заблаће, 1956) доктор је правних наука и историчар права. Рођен је 1956. у Заблаћу код Шапца. Основну школу учио у родном месту и суседним Накучанима. Гимназију је завршио у Шапцу. На Правни факултет у Београду уписао се 1975, а дипломирао 1979. са просечном оценом 9,14. На истом факултету магистрирао је 1985. на тему „Предлиберализам у Србији (1848 — 1851), с посебним освртом на његове државноправне идеје“. Докторирао је 1989. на тему „Уставно законодавство кнеза Михаила“.
Радни однос као асистент приправник на предмету „Историја државе и права народа Југославије“ засновао 1980. на Правном факултету у Крагујевцу. У звање асистента изабран 1986, а у звање доцента 1990. У звање ванредног професора изабран је 1995. У звање редовног професора изабран је 2000. године. Био је народни посланик у Скупштини Републике Србије од 1993—1996.
Члан је Југословенског удружења за уставно право.

### Књиге
1. Преображенски устав - први српски устав, Крагујевац, 1997, 416 стр. Књига представља уставноправну историју Србије од 1804. до 1869. (Архив за правне и друштвене науке, 3/98, стр. 220).
2. Југословенска држава и право 1914 — 1941, Крагујевац, 2000, 384 стр.
3. Правна историја света, Крагујевац, 1993, 2000, 2003, 2005, 2009, 267 стр.
4. Српска правна историја, Крагујевац, 2005, 953 стр.+XIV
5. Правна европеизација Србије 1804-1914, Крагујевац, 2008, 493 стр.+X
6. Српско право од VII до XX века, Крагујевац, 2013, 267 стр.+IV
7. Развитак права, Крагујевац, 2013, 236 стр.+IV

### Чланци
1. Одјек либералних идеја на Петровској скупштини 1848, Гласник Правног факултета у Крагујевцу, 1984/85, стр. 186-194.
2. Сретењски устав у светлости улоге интелигенције у Србији, Зборник радова 150 година од доношења Сретењског устава, Крагујевац, 1985, стр. 197-202.
3. Западни панславизам и реформни покрет у Србији, Гласник Правног факултета у Крагујевцу, 1985/86, стр. 177-186.
4. Мисија Илије Гарашанина у Цариграду 1861, Гласник Правног факултета у Крагујевцу, 1987/88, стр. 239-247.
5. Кнез Михаилов Закон о плаћању пореза по имућности, Гласник Правног факултета у Крагујевцу, 1987/88, стр. 249-255.
6. Прва оставка под притиском народа у историји Србије, Правни живот, бр. 6-7, 1989, стр. 215-222.
7. Косовски бој и царство небеско, Гласник Правног факултета у Крагујевцу, 1989/90.
8. Одјеци Велике Француске револуције у обновљеној Србији, Анали Правног факултета у Београду, бр. 6, 1989, стр. 724-734.
9. Форма и уставноправна техника српских устава, Уставни развитак Србије у XIX и почетком ХХ века, Зборник радова САНУ, Београд, 1990, стр. 177-183.
10. Радни односи у Србији у XIX и почетком ХХ века, Гласник Правног факултета у Крагујевцу, 1989/90, стр. 78-92.
11. Нововековна историја српских граница, Гласник Правног факултета у Крагујевцу, 1990/91, стр. 5-35.
12. Ванредна скупштина народна држана о Преображењу 1861. у Крагујевцу, Станишта, Крагујевац, 1991, стр. 9-20.
13. Слободан Јовановић о кнез Михаилу и његовом режиму, Дело Слободана Јовановића у свом времену и данас (реферати са научног скупа одржаног 5. и 6. јуна 1991), Београд, стр. 347-357.
14. Државноправни проблеми око начина уједињења 1918, Правни живот, бр. 5-7, 1991, стр. 679-693. (Исто у посебној публикацији групе аутора - Југославија које више нема, Београд, 1991, стр. 99-113)
15. Западне границе Србије, Catena Mundi / српска хроника на светским веригама, књ. I, Београд-Краљево, 1992, стр. 840-853.
16. Yugoslavia and the Serbian Lands, у публикацији групе аутора: The Creation and Changes of the Internal Borders of Yugoslavia, Published by The Ministry of Information of the Republic of Serbia, Београд, с.а. стр. 15-31.
17. Суспензија бирачког права српских војника, Архив за правне и друштвене науке, бр. 1, 1994, стр. 123-132.
18. Развој демократске мисли у Србији, О демократизацији (Зборник радова), Београд, 1995, стр. 160-170.
19. Положај жене по Српском грађанском законику, Сто педесет година од доношења Српског грађанског законика (1844 — 1994), Зборник радова САНУ, Београд, 1996, стр. 207-217.
20. О правној свести код Срба, Архив за правне и друштвене науке, бр. 1-3, 1996, стр. 445-454.
21. Услови, идеје и разлози за правну европеизацију Србије од 1804-1883, Србија и европско право I, Крагујевац, 1997, стр. 127-142.
22. Може ли се ослабити председник и ојачати парламентаризам? Статус и овлашћења Председника републике у уставним системима Југославије, Србије и Црне Горе, материјал са округлог стола организованог 6. фебруара 1997. у Југословенском удружењу за уставно право, Београд, 1997, стр. 50-52.
23. О броју министара, Влада - положај у систему, остваривање у пракси, функција владе, шта ваља мењати?, материјал са округлог стола организованог 16. априла 1998, Београд, стр. 71-75.
24. Пословник Народне скупштине Републике Србије, Скупштински пословници - њихов значај; оцене важећих пословника, предлози за њихово побољшање, Београд, 1998, стр. 32-45.
25. Европеизација казне лишења слободе у Кнежевини и Краљевини Србији, Србија и европско право, II, Крагујевац, 1998, стр. 39-54.
26. Слободан Јовановић и пројекти југословенске федерације, Слободан Јовановић - личност и дело, Зборник радова САНУ, Београд, 1998, стр. 271-290.
27. Закон о Универзитету од 1905, Од лицеја до савременог Универзитета и Универзитета будућности, Зборник радова са научног скупа, Крагујевац, 1998, стр. 37-51.
28. Уставноправна европеизација Кнежевине и Краљевине Србије, Србија и европско право, III, Крагујевац, 1998, стр. 165-218.
29. Тапије и земљишне књиге, Србија и европско право, IV, Крагујевац, 2000, стр. 331-342.
30. Европеизација правосуђа Србије 1835-1914, Србија и европско право V, Крагујевац, 2001, стр.65-133.
31. Инострани утицаји на Устав Краљевине Југославије од 1931, Инострани утицаји на наше право, Зборник САНУ (књ.10), Београд, 2002, стр. 109-132.
32. Питање слободе избора у Србији и југословенској држави, Слободе и права човека и грађанина у концепту новог законодавства Републике Србије, књ.I, Крагујевац, 2002, стр. 557-592.
33. Правноисторијски и упоредноправни поглед на уставне промене, Уставне промене: научни скуп одржан 21.и 22. априла 2003. на Правном факултету у Београду, Београд, 2003, стр. 23-46.
34. Слобода штампе у Краљевини Србији и југословенској држави, Слободе и права човека и грађанина у концепту новог законодавства Републике Србије, књ.II, Крагујевац, 2003, стр. 477-498.
35. Положај мањина у Србији, Слободе и права човека и грађанина у концепту новог законодавства Републике Србије, књ.III, Крагујевац, 2004.
36. Слобода удруживања, Слободе и права човека и грађанина у концепту новог законодавства Републике Србије, књ.IV, Крагујевац, 2005.
37. Кратка историја српског правног језика, Право и језик (Зборник радова), Крагујевац, 2006, стр. 7-27.
38. Европеизација скупштинског рада у Србији XIX и почетком ХХ века, Правни систем Србије и стандарди Европске уније и Савета Европе, Крагујевац, 2006, стр. 3-17.
39. Босански и белгијски модел у Црној Гори, Уставни геноцид над Србима: српски народ у новом уставу Црне Горе, Зборник радова са научног скупа у Подгорици 16. и 17. новембра 2006, Подгорица, 2007.
40. Карактеристике устава Србије од 1888. и 2006, Правни систем Србије и стандарди Европске уније и Савета Европе, књ.II, Крагујевац, 2007, стр. 3-24.
41. Слабост кривичне пресуде у Србији крајем XIX и почетком ХХ века, Анали Правног факултета у Београду, бр. 2, 2007, стр. 86-97.
42. Прикривена денацификација у Уставу Србије од 2006, Правни систем Србије и стандарди Европске уније и Савета Европе, Крагујевац, 2008, стр. 349-372.
43. Три тезе о заштити идентитета Срба у Црној Гори, Како до заштите идентитета српског народа у Црној Гори, Зборник радова са научног скупа, Подгорица, 2008.
44. Кнез Михаилови уговори са суседима, Правни систем Србије и стандарди Европске уније и Савета Европе, Крагујевац, 2009.
45. Народна скупштина у уставима Кнежевине и Краљевине Србије (чланак у Зборнику САНУ са научног скупа одржаног 11-12 марта 2010), Два века српске уставности, Београд, 2010, стр. 99-115.
46. Основи привредноправне европеизације, Правни систем Србије и стандарди Европске уније и Савета Европе, Крагујевац, књ.V, 2010, стр. 3-14.
47. Питање броја народних посланика, Анали Правног факултета у Београду, бр.1, 2010, стр. 56-82.
48. Кривично дело хајдуковања у Србији XIX и почетком ХХ века, Правна мисао у срцу Шумадије, Крагујевац, 2012, стр. 13-24.
49. Реформа правосуђа са становишта афере "Индекс", Hereticus, vol. X, No.1-2, 2012, стр. 75-86.
50. Југословенска краљевина: прва европска регионална држава, Зборник Матице српске за друштвене науке, 4/2012, стр. 503-521.
51. Локална управа и самоуправа у Кнежевини и Краљевини Србији, Усклађивање правног система Србије са стандардима Европске уније, књ. 1, Крагујевац, 2013, стр. 3-14.
52. Кривичнопроцесна корупција, Hereticus, vol. XI, No.3-4, 2013, стр. 39-56.
53. Цео живот Југославије у два државна облика, Зборник Матице српске за друштвене науке,1/2014, стр. 9-39.